# Alessandro Pierini
Alessandro Pierini (Viareggio, Toscana, 22 de marzo de 1973) es un exfutbolista y entrenador de fútbol italiano.

## Carrera
Pierini comenzó su carrera con el Udinese, en San Siro. Realizó ese debut en 1991 y se desplazó cedido en 1995 a Fidelis Andria. Se trasladó a Fiorentina en 1999, y rechazó un intento de fichaje del club inglés West Ham United en el verano de 2001 debido a motivos personales, firmando para el Parma. Allí fue cedido a la Reggina antes de pasar de nuevo al Udinese.
En 2004 fichó por el equipo español Racing de Santander antes de firmar para el Córdoba CF en 2005 donde se retiró en verano de 2009 para incorporarse al cuerpo técnico. El 11 de junio de 2012 se convierte en el entrenador del CD Ronda.

## Internacional
Fue internacional en una ocasión con la selección italiana, en un partido disputado en Roma el 28 de febrero de 2001.
- Datos: Q2291334